# Barocius (cratera)
Barocius é uma antiga cratera de impacto lunar localizada nas terras altas do sul da Lua . Foi nomeada pelo matemático italiano Francesco Barozzi .  Fica a sudeste da grande cratera Maurolycus .  Para o sudoeste de Barocius é Clairaut , e para o sul-sudeste fica Breislak.
A borda de Barocius foi desgastada e corroída por incontáveis impactos subseqüentes.  Destes, o mais notável é Barocius B, que fica do outro lado da borda nordeste, e se intromete em Barocius C. Há um remanescente de uma cratera, Barocius W, que fica dentro da parede interior do sudoeste.  No piso interno, há um pico baixo central, deslocado para o norte do ponto médio do piso.

## Crateras satélites
Por convenção, essas características são identificadas nos mapas lunares, colocando-se a letra ao lado do ponto médio da cratera mais próximo de Barocius.

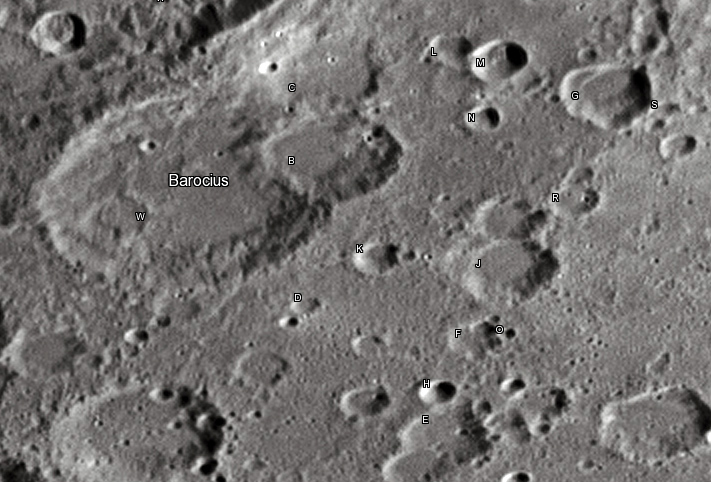
Cratera Barocius e suas crateras de satélite retiradas da Terra em 2012 no Observatório Bayfordbury da Universidade de Hertfordshire com os telescópios Meade LX200 14 "e Lumenera Skynyx 2-1

| Barocius | Coordinates   | Diameter, km |
| -------- | ------------- | ------------ |
| B        | −44,13, 18,29 | 36,6         |
| C        | −43,11, 17,48 | 35,8         |
| D        | −46,06, 19,18 | 8,7          |
| E        | −47,24, 22,15 | 23,6         |
| EC       | −48,22, 22,49 | 7,7          |
| F        | −45,92, 21,6  | 15,4         |
| G        | −42,52, 21,03 | 27,6         |
| H        | −46,71, 21,63 | 10,6         |
| J        | −44,97, 21,41 | 27,2         |
| K        | −45,22, 19,63 | 13,6         |
| L        | −42,5, 18,81  | 13,0         |
| M        | −42,45, 19,48 | 15,8         |
| N        | −43,2, 19,76  | 10,1         |
| O        | −45,75, 21,93 | 5,4          |
| R        | −43,91, 21,53 | 14,3         |
| S        | −42,5, 21,82  | 8,3          |
| W        | −45,68, 16,21 | 18,9         |